# Антуан Мартель
Антуа́н Марте́ль (фр. Antoine Martel; 2 лютого 1899, Бом-ле-Дам — 12 жовтня 1931, там само) — французький славіст, професор університету в Ліллі.
Працював над історією слов'янських літературних мов на широкому історичному тлі, але, висвітлюючи занепад української книжної мови у XVI—XVII ст., не враховував польського економічного і політичного тиску.

## Праці
- «La langue polonaise dans les pays ruthènes: Ukraine et Russie Blanche 1569/1667» — Lille 1938,
- «Michel Lomonosov et la langue litteraire russe»  — 1933.